# 双籽棕
双籽棕（学名：Arenga caudata），为棕榈科桄榔属下的一个植物种。